# Callidium frigidum
Callidium frigidum är en skalbaggsart som beskrevs av Thomas Casey 1912. Callidium frigidum ingår i släktet Callidium och familjen långhorningar. Inga underarter finns listade.